# Vilimoni Delasau
Vilimoni Waqatabu Delasau (* 12. července 1977 Ba) je bývalý fidžijský ragbista, který hrál jako křídlo. Vyhrál Super Rugby (2005) jako hráč Hurricanes. V roce 2011 a 2012 se stal vítězem nejvyšší francouzské ligy TOP14 s klubem Toulouse. Jeho přezdívka byla Delz.
Za sedmičkovou reprezentaci Fidži získal titul mistra světa v Hong Kongu (2005) a bronzové umístění na MS 2001 v Argentině. Odehrál 43 zápasů a položil 84 pětek. (1998–2005).
Za patnáctkovou fidžijskou reprezentaci si zahrál v 29 zápasech a položil 11 pětek (2000–2008). Zúčastnil se MS 2003 a MS 2007. Na svém druhém světovém šampionátu byl pokaždé v základní sestavě, položil 3 pětky a pomohl Fidži do čtvrtfinále. Byl zvolen do nejlepší sestavy toho turnaje. V roce 2008 odehrál za tým Pacifických ostrovů 3 zápasy a položil 2 pětky.
Od dubna 2023 trénuje tým ze svého rodného města.

### Klubová kariéra
- 1998–1999 Lautoka Rugby
- 2000–2002 Montois
- 2002–2003 Yamaha
- 2005 Crusaders
- 2006 Highlanders
- 2006–2008 Clermont
- 2008–2010 Montauban
- 2010–2012 Toulouse